# Жюсси (Женева)
Жюсси (фр. Jussy) — коммуна кантона Женева в Швейцарии, недалеко от границы с Францией. Статуса города не имеет.
На территории коммуны Жюсси находится замок Шато-дю-Крест (фр. Château Du Crest). 
На территории коммуны находится деревня Монньяз фр. Monniaz, являющаяся самой высокой (Les Arales — 512 м) и самой восточной точкой всего кантона. Так же здесь ежегодно проводится букологический фестиваль «Le Monniati festival».